# Сікстін-Майл-Стенд (Огайо)
Сікстін-Майл-Стенд (англ. Sixteen Mile Stand) — переписна місцевість (CDP) в США, в окрузі Гамільтон штату Огайо. Населення — 3091 особа (2020).

## Географія
Сікстін-Майл-Стенд розташований за координатами 39°16′31″ пн. ш. 84°19′32″ зх. д. / 39.27528° пн. ш. 84.32556° зх. д. (39.275314, -84.325567).  За даними Бюро перепису населення США в 2010 році переписна місцевість мала площу 2,90 км², з яких 2,89 км² — суходіл та 0,01 км² — водойми.

## Демографія
Згідно з переписом 2010 року, у переписній місцевості мешкало 2928 осіб у 1238 домогосподарствах у складі 802 родин. Густота населення становила 1011 особа/км².  Було 1354 помешкання (468/км²).
Расовий склад населення:
| - 76,9 % — білих - 13,3 % — азіатів - 6,1 % — чорних або афроамериканців - 0,1 % — вихідців з тихоокеанських островів - 1,3 % — осіб інших рас |

До двох чи більше рас належало 2,3 %. Частка іспаномовних становила 3,9 % від усіх жителів.
За віковим діапазоном населення розподілялося таким чином: 23,5 % — особи молодші 18 років, 67,9 % — особи у віці 18—64 років, 8,6 % — особи у віці 65 років та старші. Медіана віку мешканця становила 39,4 року. На 100 осіб жіночої статі у переписній місцевості припадало 102,3 чоловіків;  на 100 жінок у віці від 18 років та старших — 98,8 чоловіків також старших 18 років.
Середній дохід на одне домашнє господарство  становив 140 044 долари США (медіана — 81 705), а середній дохід на одну сім'ю — 191 689 доларів (медіана — 137 917). Медіана доходів становила 82 031 долар для чоловіків та 36 903 долари для жінок. За межею бідності перебувало 5,5 % осіб, у тому числі 5,1 % дітей у віці до 18 років та 12,0 % осіб у віці 65 років та старших.
Цивільне працевлаштоване населення становило 2030 осіб. Основні галузі зайнятості: виробництво — 21,2 %, освіта, охорона здоров'я та соціальна допомога — 20,4 %, роздрібна торгівля — 20,2 %.